# Rhodafra opheltes
Rhodafra opheltes là một loài bướm đêm thuộc họ Sphingidae. Nó được tìm thấy ở Nam Phi.
Nó gần giống loài Hyles.